# 小行星12583
小行星12583（12583 Buckjean）是一颗绕太阳运转的小行星，为主小行星带小行星。该小行星于1999年9月11日发现。

## 轨道参数
小行星12583的轨道半长轴为2.9808265 UA，离心率为0.073。